# 雷扎戈
雷扎戈（義大利語：Rezzago），是意大利科莫省的一个市镇。总面积3.85平方公里，人口326人，人口密度84.7人/平方公里（2009年）。ISTAT代码为013195。